# Humphrey Stafford (mort vers 1458)
Pour les articles homonymes, voir Humphrey Stafford et Stafford.
Humphrey Stafford (vers 1425 – vers 1458), comte de Stafford, est un aristocrate anglais.

## Biographie
Né vers 1425, Humphrey Stafford est le fils aîné d'Humphrey Stafford, 1er duc de Buckingham, et de son épouse Anne Neville. Destiné à hériter des titres et possessions de son père, il reçoit, à compter de 1444, le titre par courtoisie de comte de Stafford, qui constitue l'un des titres subsidiaires du duc de Buckingham. Il épouse à une date inconnue, assurément avant 1453, Marguerite Beaufort, l'une des filles d'Edmond Beaufort, 1er duc de Somerset, et d'Éléonore de Beauchamp.
Engagé comme son père et son beau-père du côté de la maison de Lancastre pendant la guerre des Deux-Roses, Humphrey Stafford prend part à la bataille de St Albans le 22 mai 1455 et est grièvement blessé, tout comme son père, tandis que le duc de Somerset est tué pendant les combats. Il meurt vers 1458 soit de ses blessures, soit de la peste. En raison de sa mort prématurée, son jeune fils Henry hérite des titres de son grand-père à la mort de ce dernier en 1460.